# Spiritual Black Dimensions
Spiritual Black Dimensions es el cuarto álbum de estudio de la banda noruega de black metal melódico Dimmu Borgir salió a la venta en 1999 por la discográfica Nuclear Blast. Una edición de lujo fue lanzada a la venta en el 2004 con material extra.
Comentarios de este álbum se mezclan lo que supone una relación de amor-odio entre los fanes. También en este álbum se presenta a un nuevo integrante Mustis, como teclista e ICS Vortex como vocalista.

## Listado de canciones
| N.º | Título                                             | Duración |  |
| 1.  | «Reptile»                                          | 5:17     |  |
| 2.  | «Behind the Curtains of Night - Phantasmagoria»    | 3:21     |  |
| 3.  | «Dreamside Dominions»                              | 5:14     |  |
| 4.  | «United in Unhallowed Grace»                       | 4:22     |  |
| 5.  | «The Promised Future Aeons»                        | 6:52     |  |
| 6.  | «The Blazing Monoliths of Defiance»                | 4:38     |  |
| 7.  | «The Insight and the Catharsis»                    | 7:17     |  |
| 8.  | «Grotesquery Conceiled (Within Measureless Magic)» | 5:10     |  |
| 9.  | «Arcane Lifeforce Mysteria»                        | 7:03     |  |

Bonus de la edición japonesa
| Japanese Edition bonus track |                              |          |  |
| N.º                          | Título                       | Duración |  |
| 10.                          | «Masses for the New Messiah» | 5:11     |  |

## Integrantes
- Shagrath - Vocales
- Erkekjetter Silenoz - Guitarra rítmica
- Astennu - Guitarra líder
- Nagash - Bajo
- Tjodalv -Batería
- Mustis - Sintetizador y piano
- ICS Vortex - Voz limpia (en las canciones 1,3,7,9)
- Peter Tägtgren - Productor